# Tateshina
Tateshina (japanska: 立科町?, Tateshina-machi) är en landskommun (köping) i Nagano prefektur i Japan.  Vulkanen Tateshina-yama (2 530 m ö.h.) ligger på gränsen mellan kommunerna Tateshina och Chino.

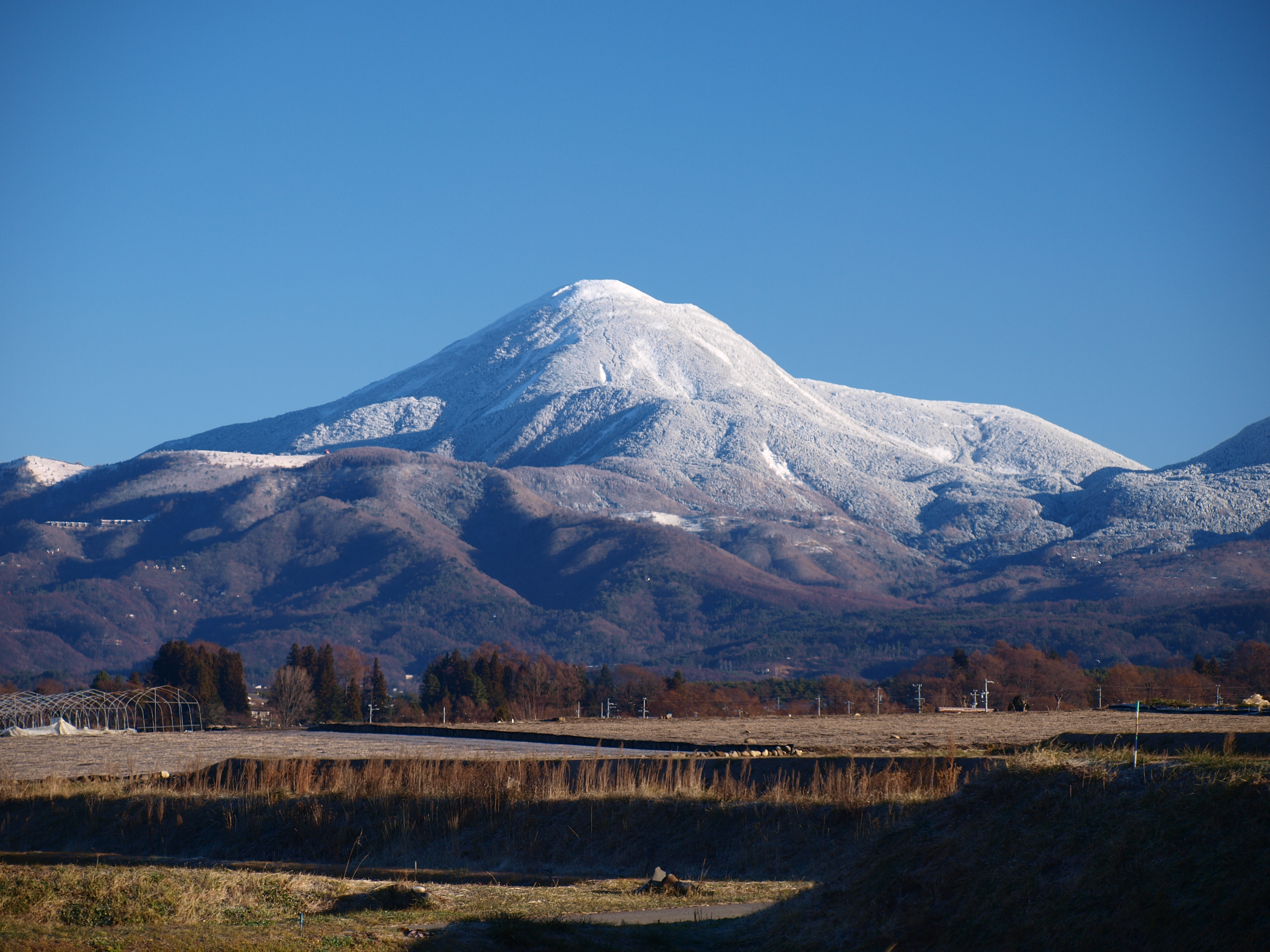
Tateshina-yama

.